# Växjö Lakers
Växjö Lakers Hockey – szwedzki klub hokejowy z siedzibą w Växjö, występujący w rozgrywkach SHL.

## Sukcesy
- Mistrzostwo Division 1: 2002, 2003
- Mistrzostwo Allsvenskan: 2011
- Awans do Elitserien: 2011
- Złoty medal mistrzostw Szwecji: 2015, 2018, 2021, 2023
- Finał Hokejowej Ligi Mistrzów: 2018